# Golfo de Motovsky

O Golfo de Motovsky (em russo:  Мотовский залив, Motovsky zaliv) é um pequeno golfo no Mar de Barents que está localizado na costa noroeste da Península de Kola. Administrativamente as suas águas e costas pertencem ao Oblast de Murmansk da Federação Russa. O rio Titovka drena para este golfo.
O golfo abre a leste, 50 km a leste da fronteira Noruega-Rússia, sendo limitado pela península de Rybachy (полуостров Рыбачий) a norte e pela península Srednij (полуостров Средний) a oeste. O limite é definido pelo cabo Sharapov (мыс Шарапов) a norte e pelo cavo Dobryagin (мыс Добрягин) a sul. Tem comprimento de 43 km e largura máxima de 15 km. A profundidade máxima é de 281 m.
As costas são rochosas e as águas sõ gelam nos invernos mais duros.